# Bryant Stith
Bryant Stith (né le 10 décembre 1970, à Emporia, Virginie) est un ancien joueur américain de basket-ball, qui officie désormais en tant qu'entraîneur.

## Biographie
Bryant est choisi par les Nuggets de Denver en 13e position du premier tour lors de la Draft 1992 de la NBA. Il joue huit saisons avec la franchise de Denver avant d'être transféré aux Celtics de Boston. Après seulement 30 matchs disputés sous le maillot de sa nouvelle franchise, il fait l'objet d'un nouveau transfert qui l'envoie rejoindre les Cavaliers de Cleveland. Il dispute 31 matchs avec un temps de jeu en baisse : 13 minutes 3 contre 32 minutes 1 lors de son début de saison avec Boston. Ses statistiques passent ainsi de 9,7 points, 3,6 rebonds, 2,2 passes à 4,2 points, 1,7 rebond et 0,8 passe. Lors de l'intersaison suivante, il fait de nouveau l'objet d'un transfert : avec Andre Miller il rejoint les Clippers de Los Angeles en échange de Darius Miles et Harold Jamison. Toutefois, il ne joue aucun match avec sa nouvelle franchise et prend sa retraite.
Alors qu'il évolue encore en NCAA, il porte les couleurs de l'équipe nationale américaine lors du championnat du monde de 1990, compétition où les Américains remportent la médaille de bronze.
Depuis qu'il a quitté le NBA, Stith s'est impliqué dans le NASCAR, en devenant notamment copropriétaire d'une écurie avec Hermie Sadler, pilote et natif d'Emporia.
En 2007, il a été intronisé au Virginia Sports Hall of Fame, le Hall of Fame des Sports de l'Université de Virginie.
il occupe le poste d'entraîneur de l'équipe de High School de Brunswick County Public Schools en Virginie. Il conduit cette équipe à quatre reprises lors de ses quatre premières saisons.